# Anoplodactylus evelinae
Anoplodactylus evelinae är en havsspindelart som beskrevs av Marcus, E. 1940. Anoplodactylus evelinae ingår i släktet Anoplodactylus och familjen Phoxichilidiidae. Inga underarter finns listade i Catalogue of Life.